# Подвесная петля
Подвесная петля (англ. Blood loop dropper knot) — петлевой основополагающий узел, часто используемый на рыболовных лесках с несколькими крючками. Может быть завязан на середине верёвки, образовывать петлю, которая находится в стороне от оси тяги, и работать в разных направлениях.

## Способ завязывания
- Тройной простой узел

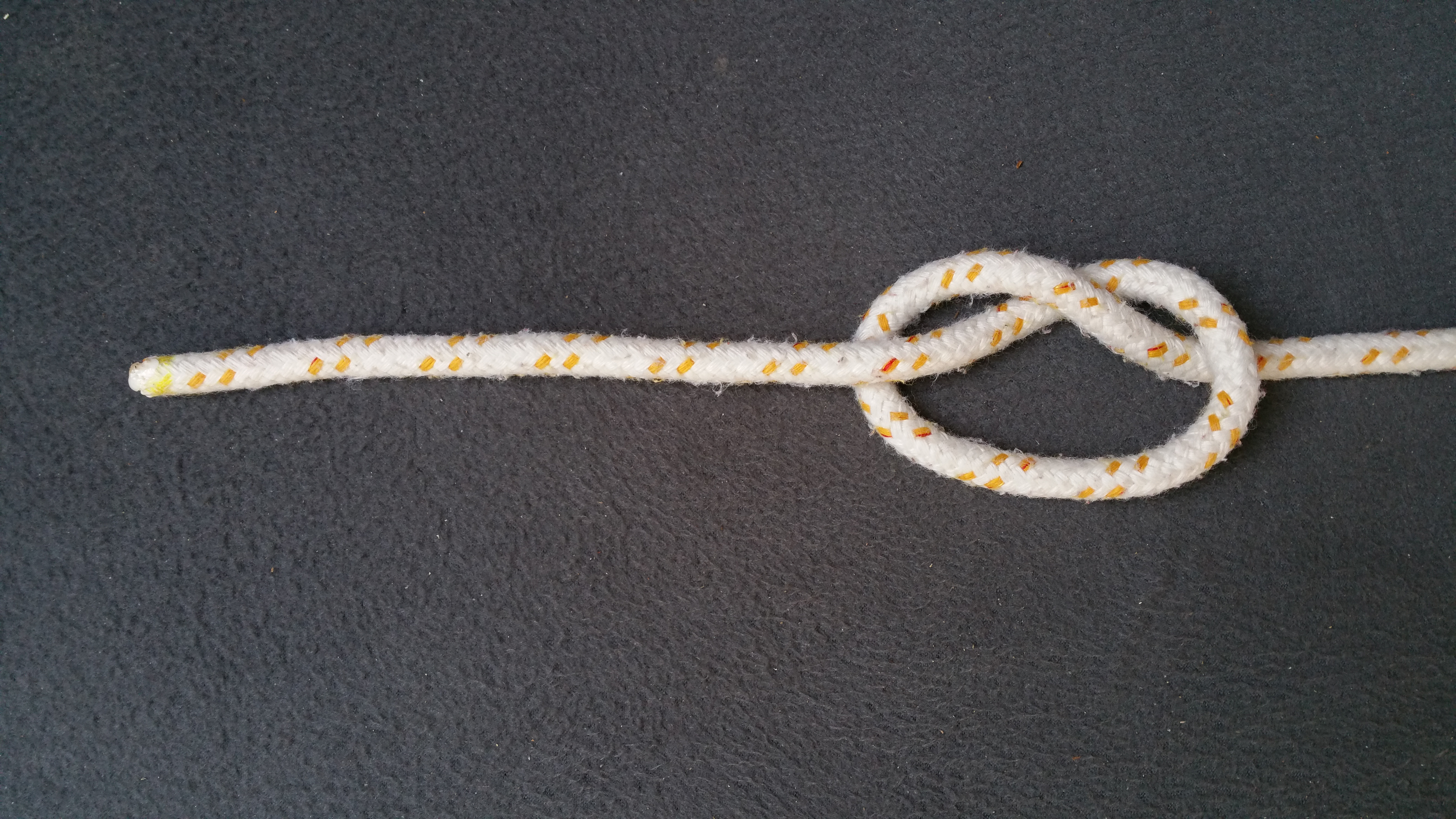
завязать простой узел
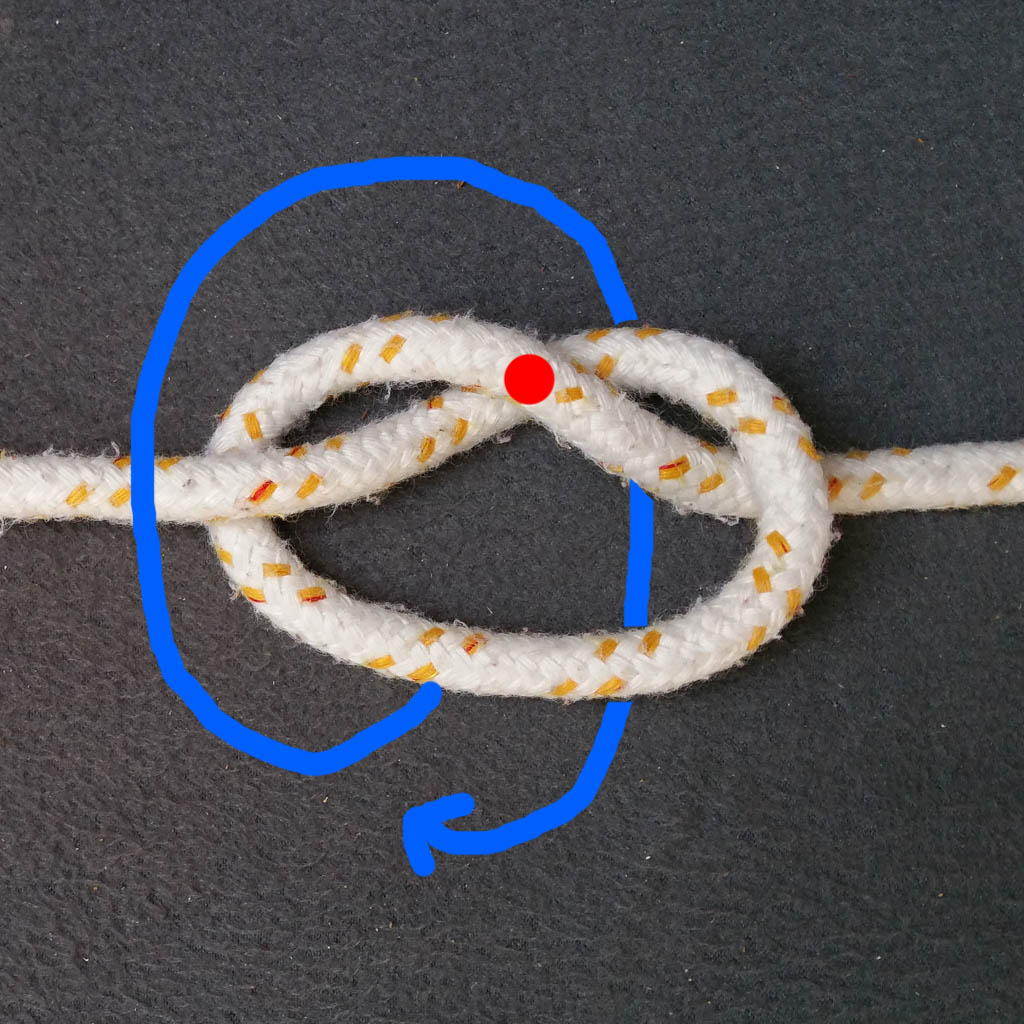
придерживая пальцем полуузел, обмотать петлю вокруг полуузла (красной точки) около 6-и раз

- дополнительный полуузел (двойной простой узел)
- дополнительный полуузел (тройной простой узел)
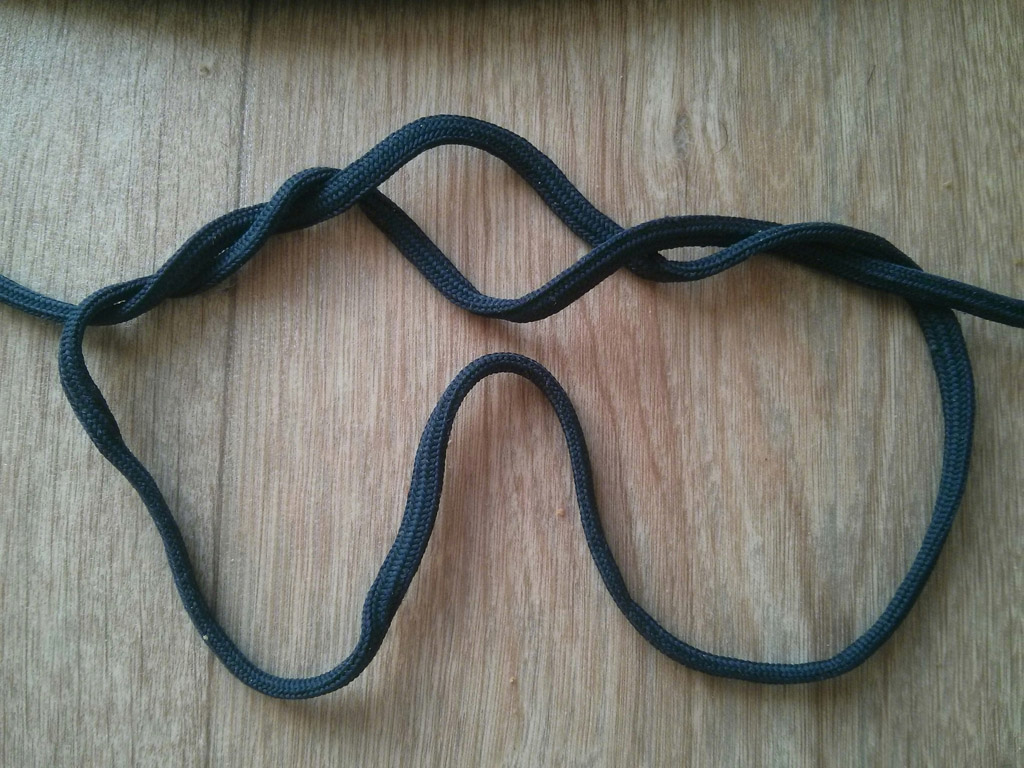
продеть нижнюю часть узла в середину верхних обносов

- Двойной простой узел

Если продевать петлю с двойного простого узла, а не тройного, то получится декоративный Abok #1061
- Закручивание петли

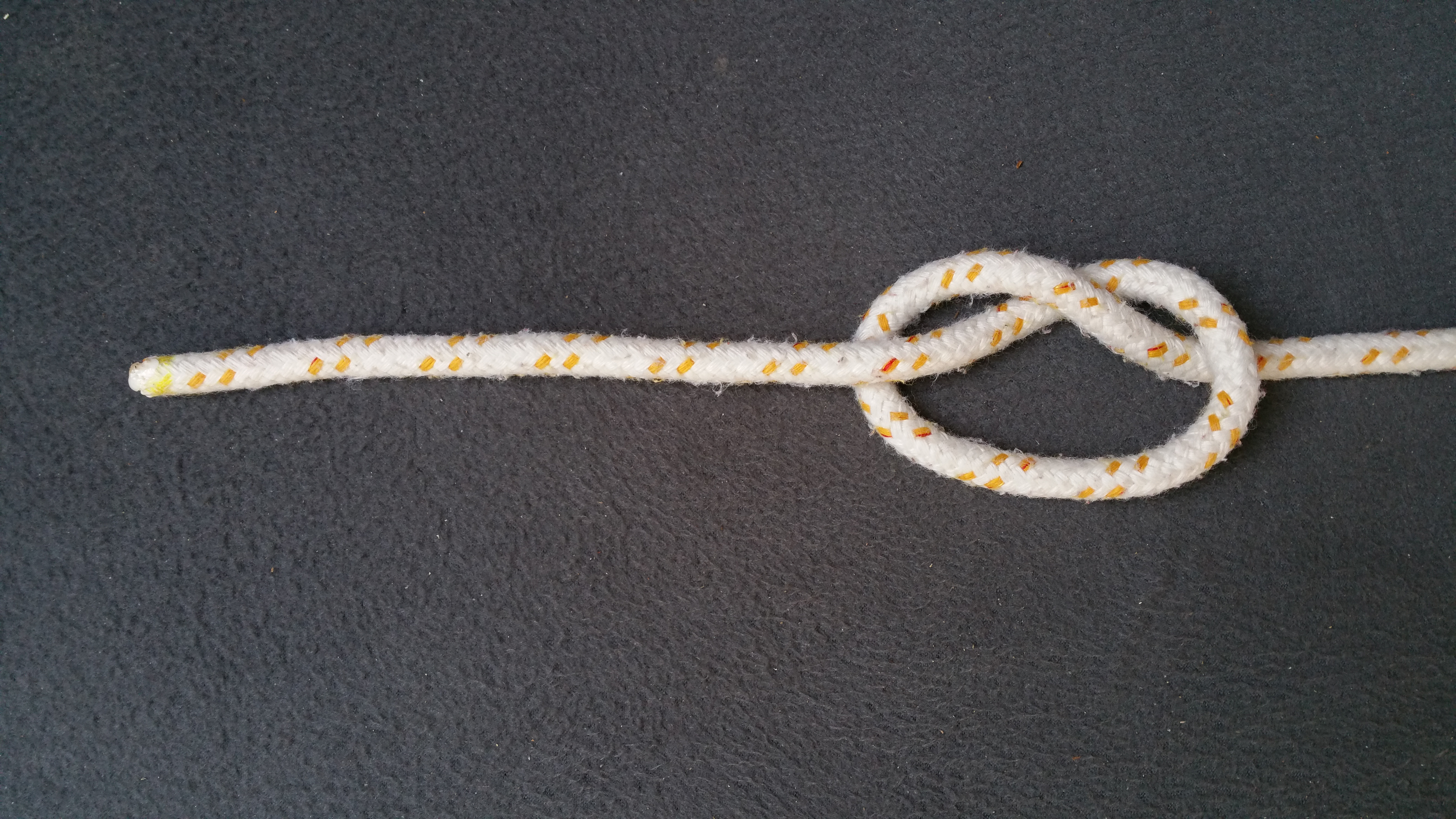
завязать простой узел
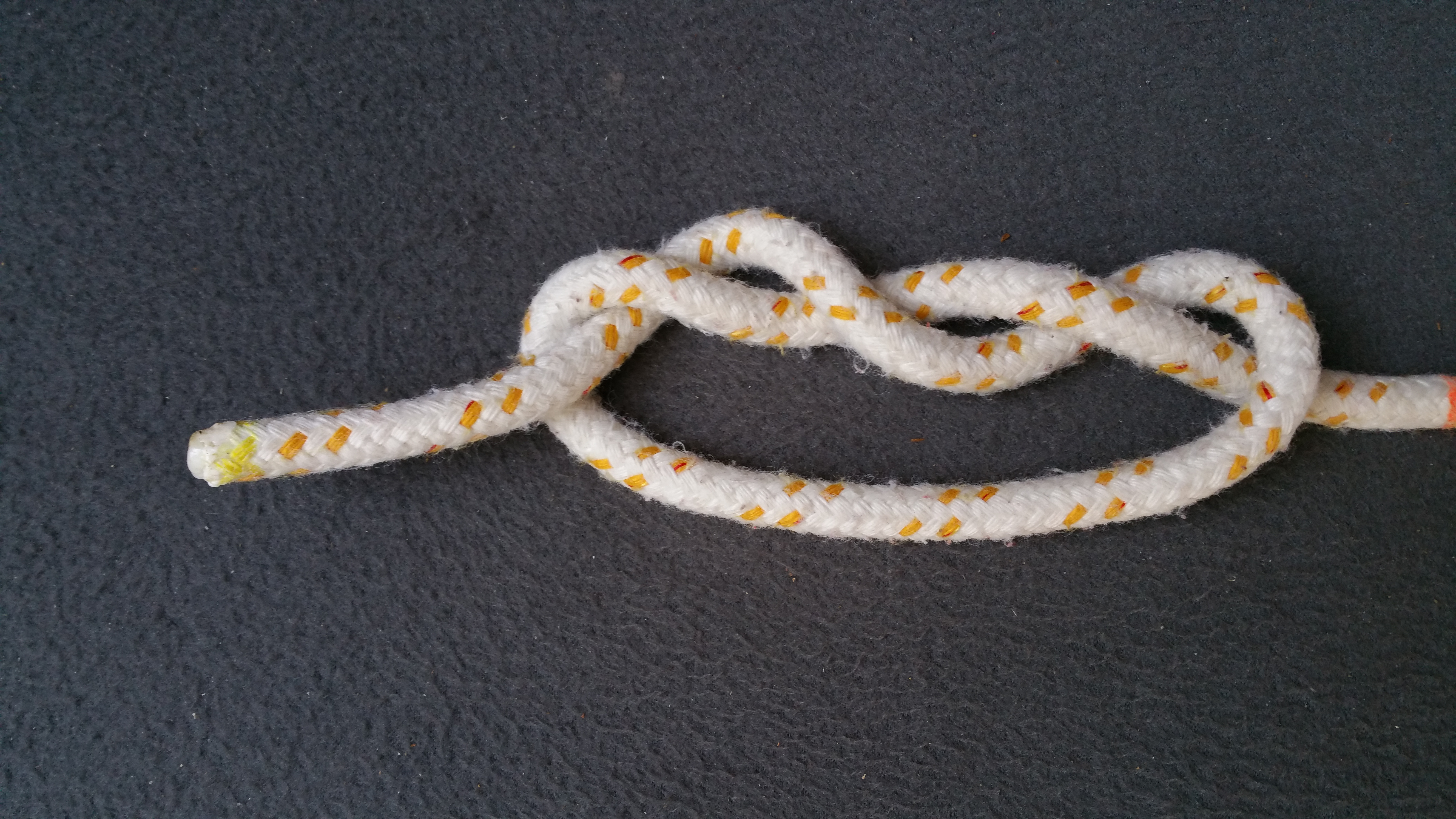
дополнительный полуузел (двойной простой узел)
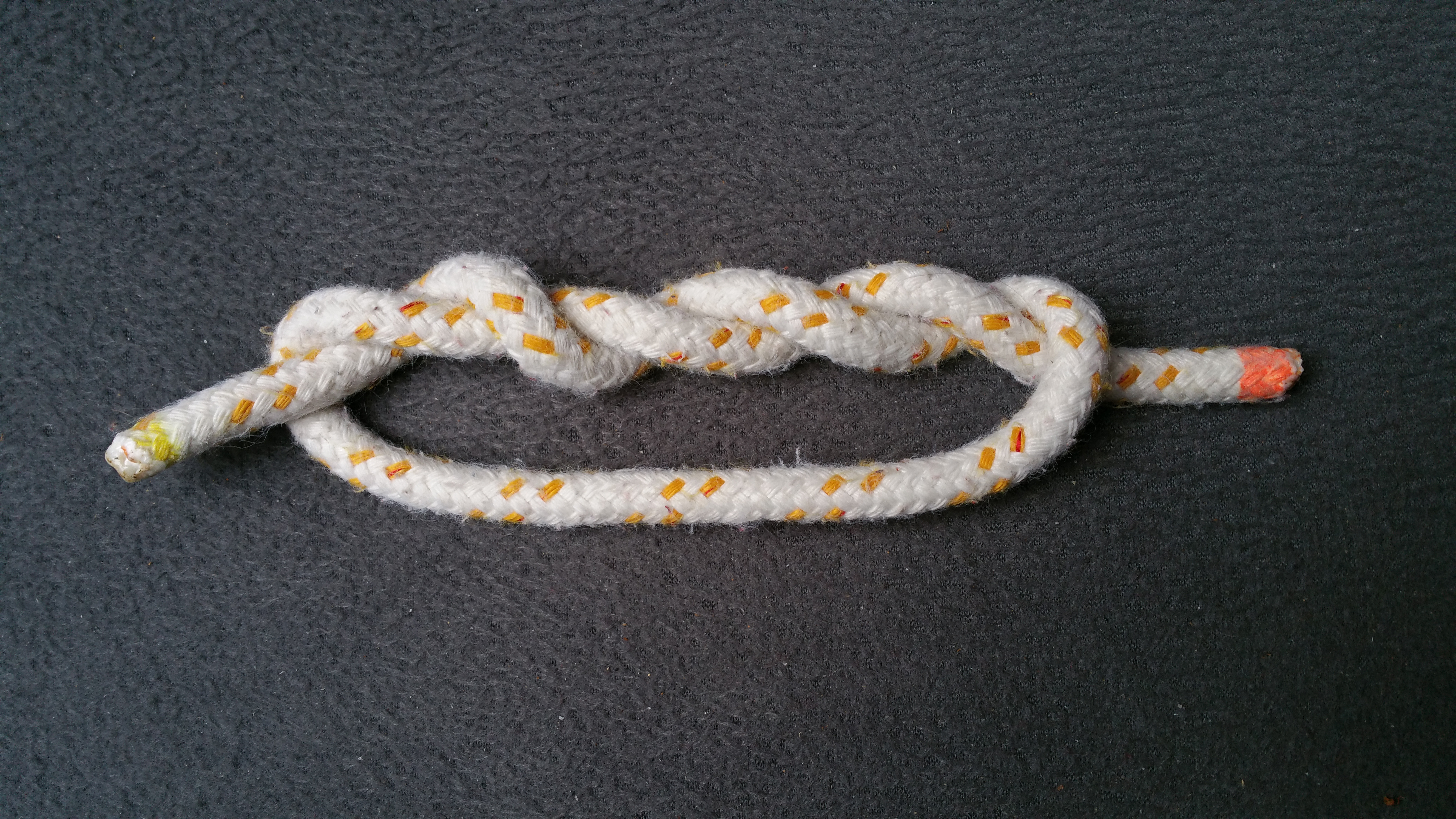
дополнительный полуузел (тройной простой узел)

- придерживая пальцем полуузел, обмотать петлю вокруг полуузла (красной точки) около 6-и раз
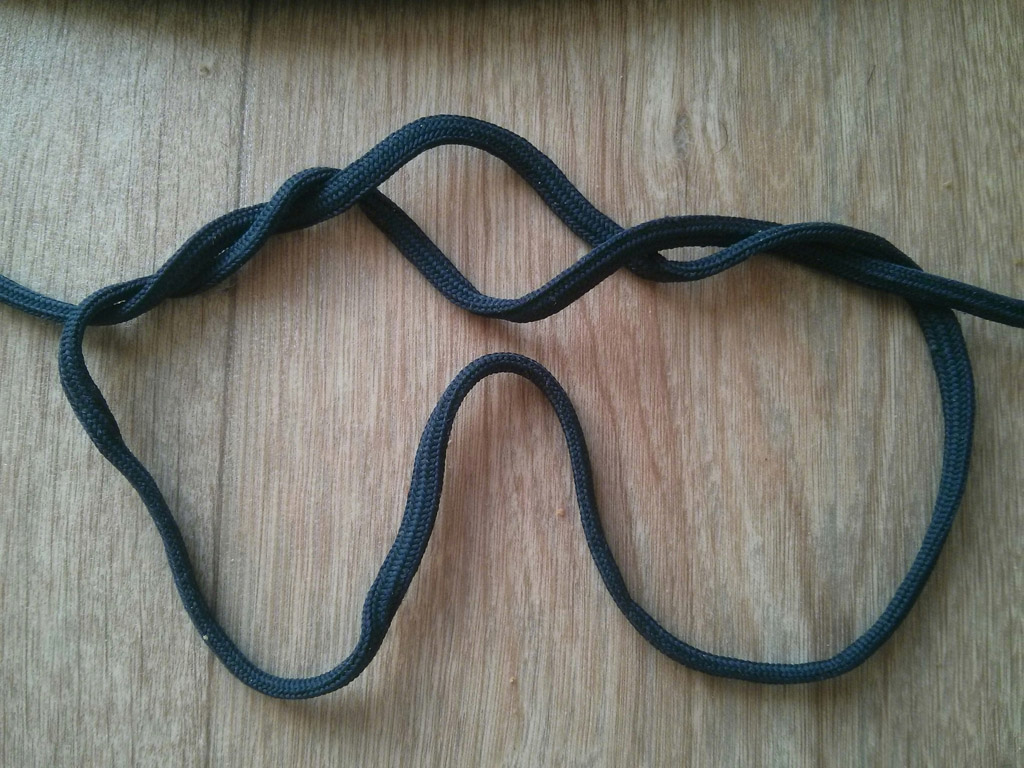
продеть нижнюю часть узла в середину верхних обносов